# Tenagnework Haile Selassie
Tenagnework Haile Selassie, född 1912, död 2003, var en etiopisk prinsessa, dotter till kejsar Haile Selassie och Menen Asfaw.
Hon var vicedrottning av Eritrea 1951-1958, och fyllde mellan 1962 och 1974 den ceremoniella rollen som Etiopiens första dam. Hon betraktades som ett medelpunkt för de reformfientliga och konservativa krafterna inom landets elit och som monarkins bevarare. 

## Biografi
Gift 1924 med adelsmannen och befälhavaren Desta Damtew (död 1937) och sedan med adelsmannen och ministern Andargatchew Messai. 
Tenagnework levde i Storbritannien under den italienska ockupationen 1936-1941. Hon beskrivs som det av faderns barn som mest liknade honom till personlighet och temperament. Efter sin mors död 1962 ägnade hon sig åt mycket representation. 
Den 11 september 1974 arresterades hela den kejserliga familjen och sattes i fängelse. Hon tilläts besöka sin far strax före hans död 1975. Tenagnework blev kvar i fängelset fram till 1989, då hon frigavs tillsammans med de övriga kvinnliga medlemmar av den före detta kejserliga familjen; året därpå frigavs även de manliga familjemedlemmarna. 
Tenagnework bosatte sig sedan i USA. Hon återvände till Etiopien år 1999 och närvarade vid faderns ombegravning år 2000. Etiopiens före detta adel och en stor del av allmänheten närvarade vid hennes begravning.